# Guramovití
Guramovití (Osphronemidae) je čeleď sladkovodních paprskoploutvých ryb z jižní, jihovýchodní a východní Asie. Patří mezi labyrintky (podřád Anabantoidei), mohou tedy dýchat atmosférický kyslík pomocí nadžaberního orgánu, tzv. labyrintu. Čeleď guramovití se dělí na čtyři podčeledi – Belontiinae, Luciocephalinae, Macropodusinae a Osphroneminae.

## Taxonomie
Taxonomie gumarovitých:
podčeleď: Belontiinae
- rod: Belontia – rájovec nebo belontie

podčeleď: Luciocephalinae
- rod: Ctenops
- rod: Luciocephalus – štikohlavec
- rod: Parasphaerichthys
- rod: Sphaerichthys – čichavec
- rod: Trichogaster – čichavec
- rod: Trichopodus – čichavec

podčeleď: Macropodusinae
- rod: Betta – bojovnice
- rod: Macropodus – rájovec
- rod: Malpulutta – malpulutta
- rod: Parosphromenus – rájovčík
- rod: Pseudosphromenus – rájovec
- rod: Trichopsis – vrčivka

podčeleď: Osphroneminae
- rod: Osphronemus – gurama

## Galerie

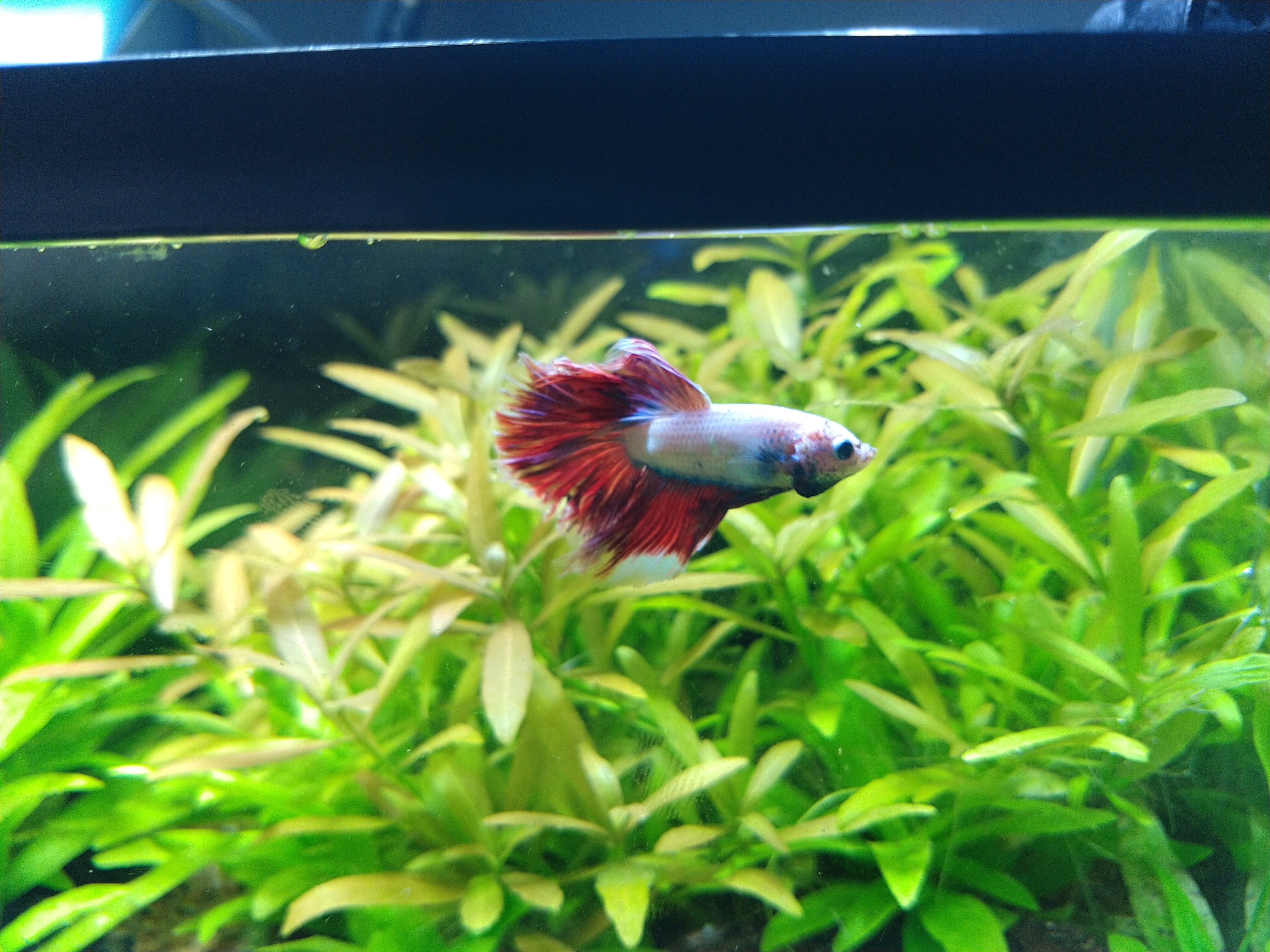
Betta splendens
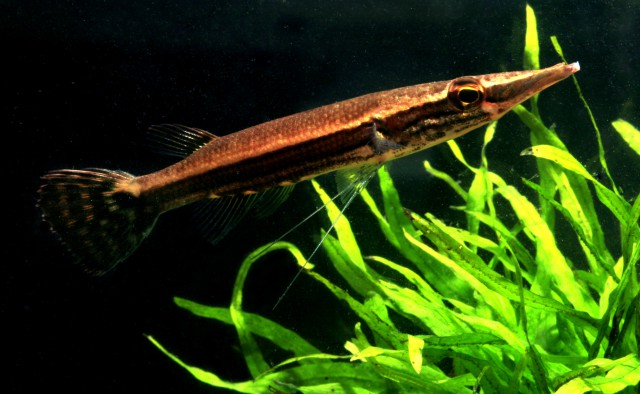
Luciocephalus pulcher
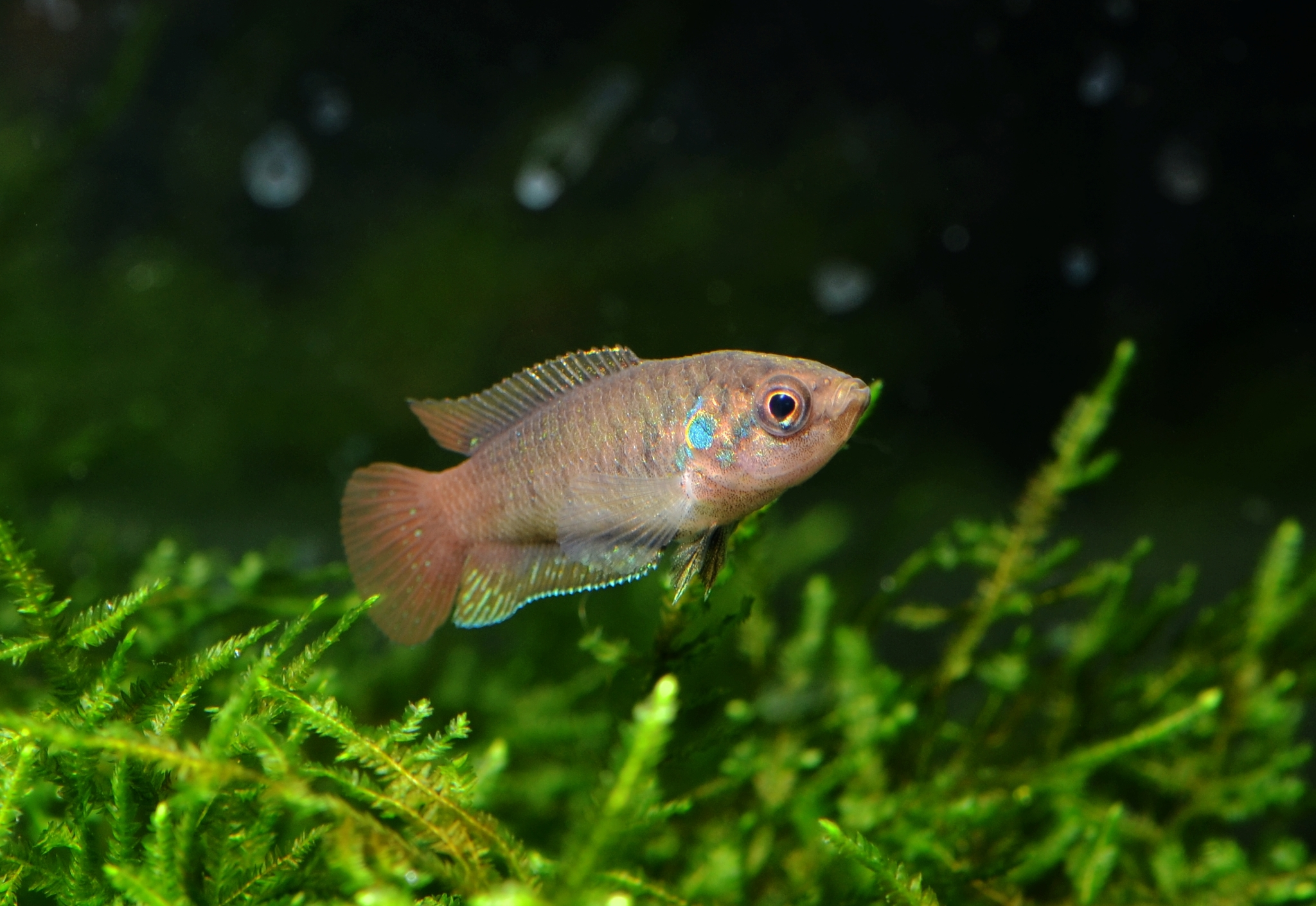
Macropodus ocellatus
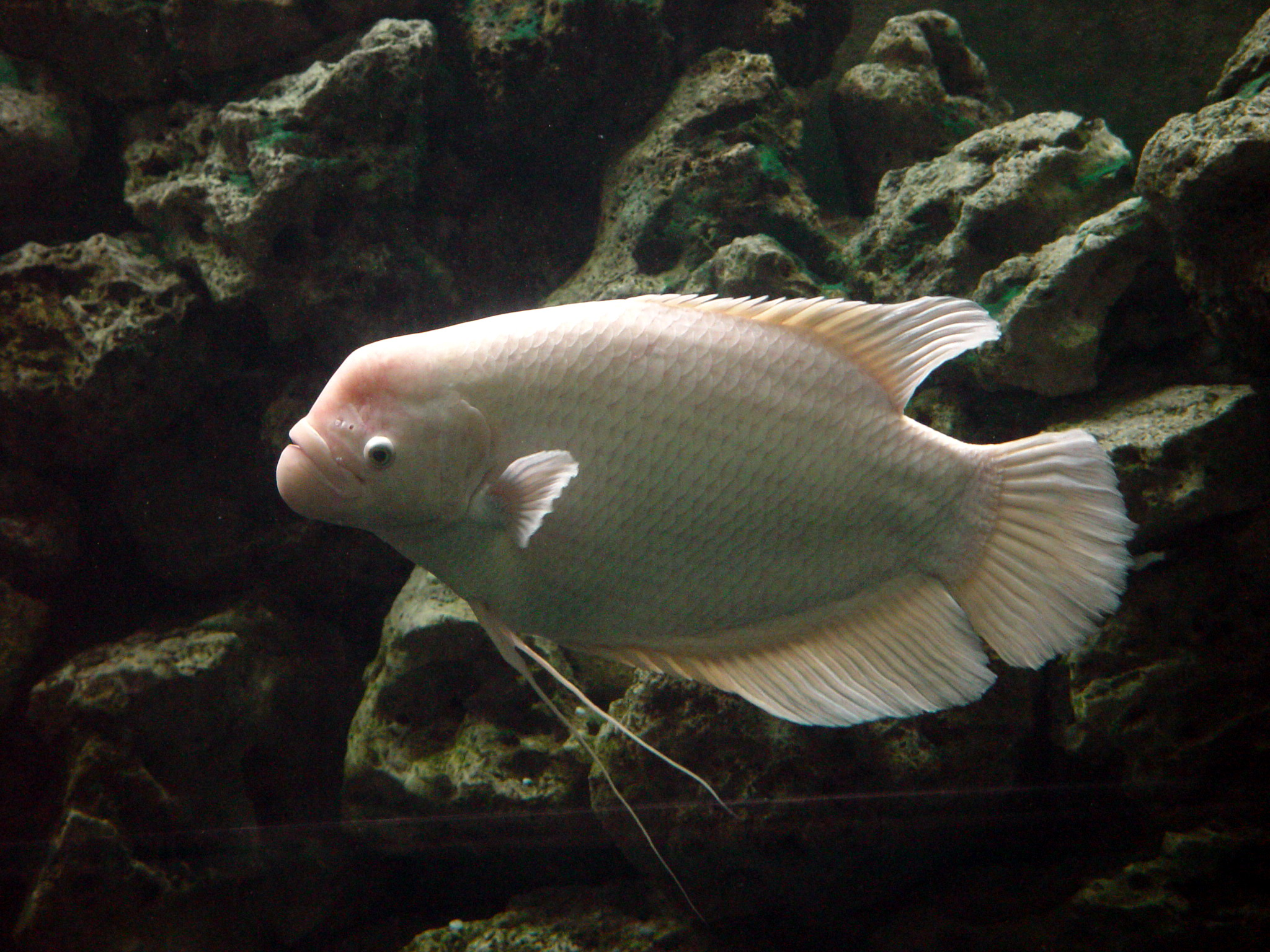
Osphronemus goramy
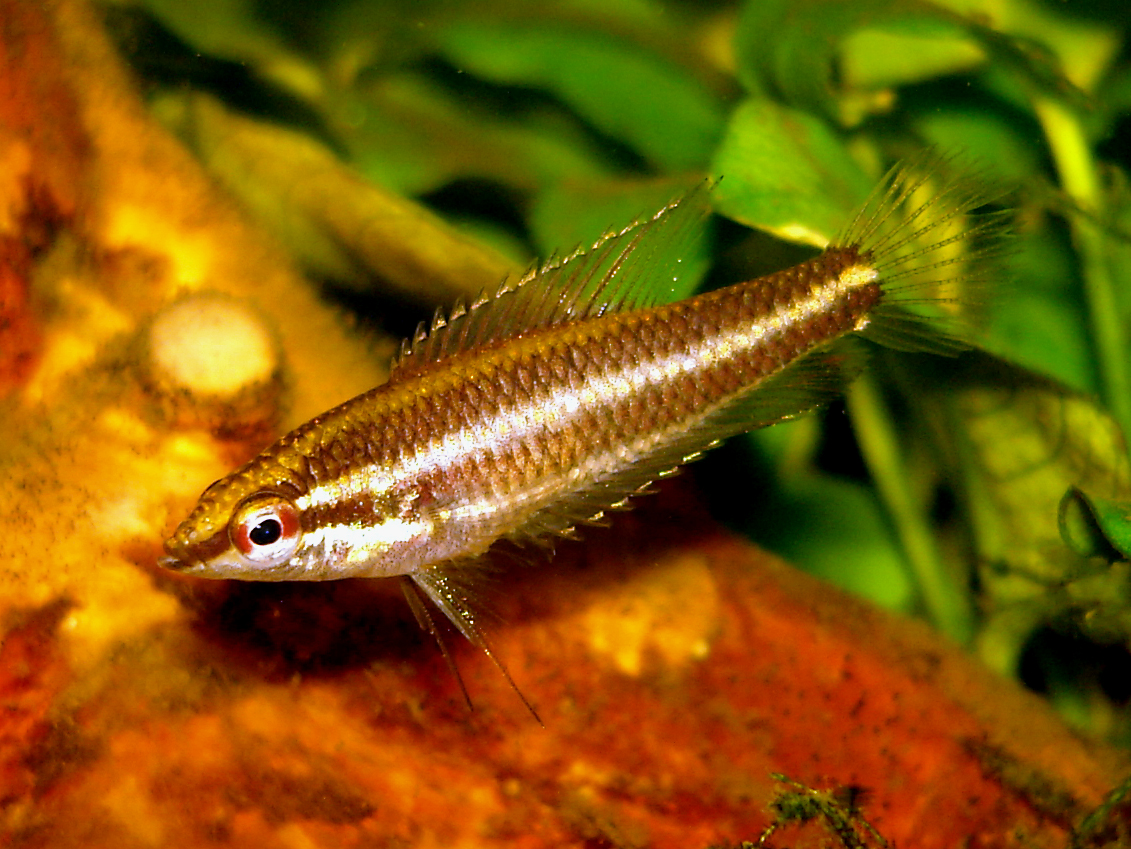
Parosphromenus phoenicurus
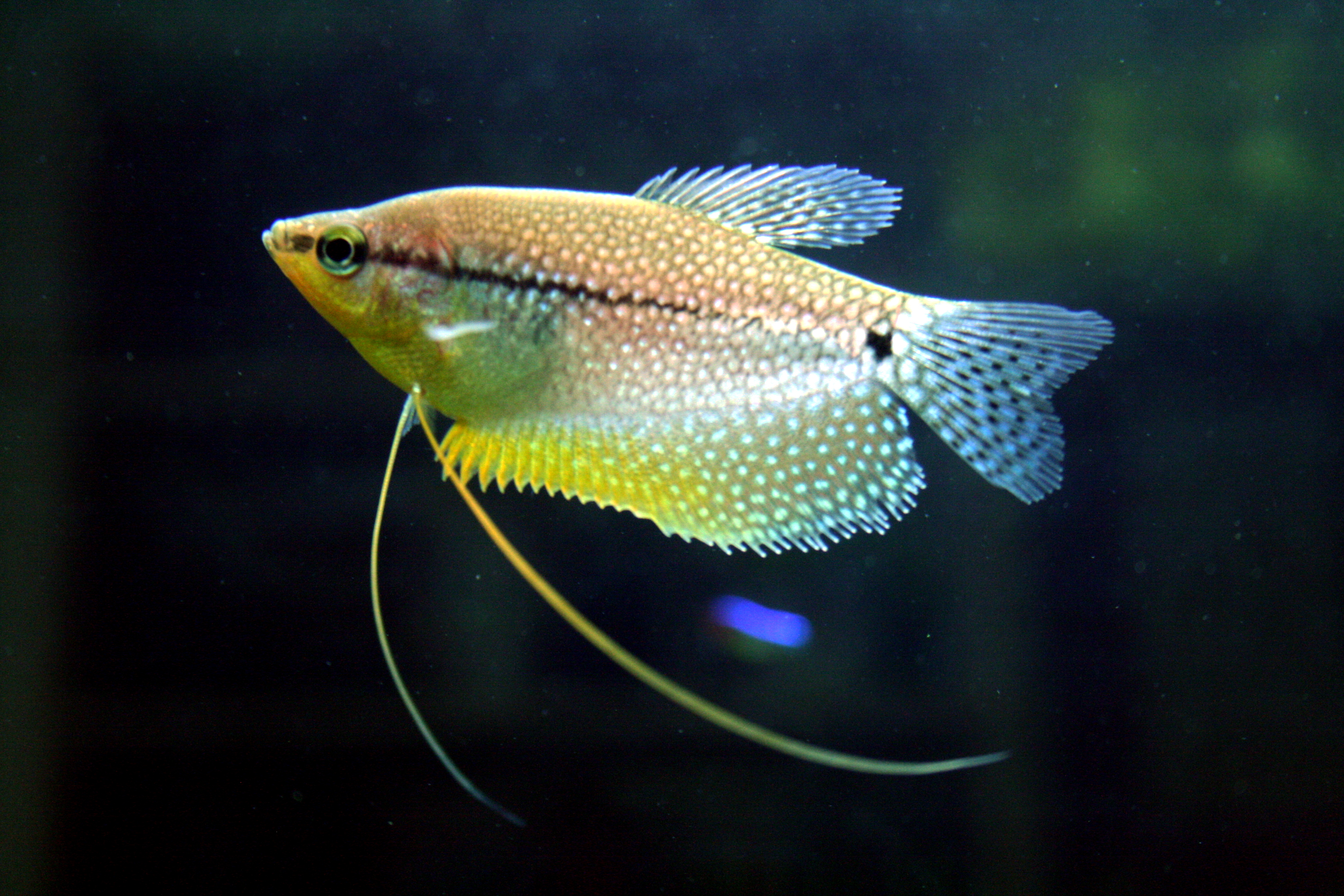
Trichopodus leerii
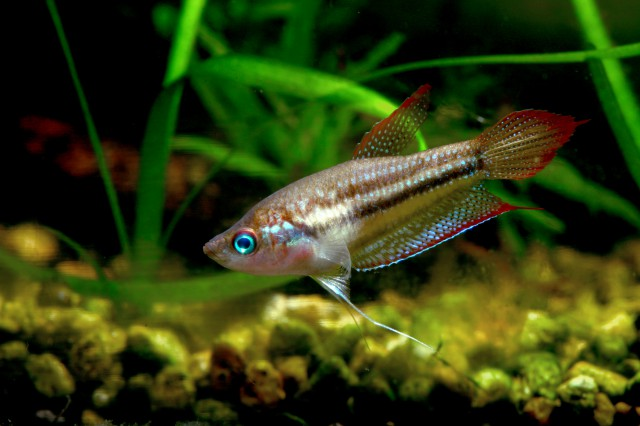
Trichopsis schalleri